# Munsön

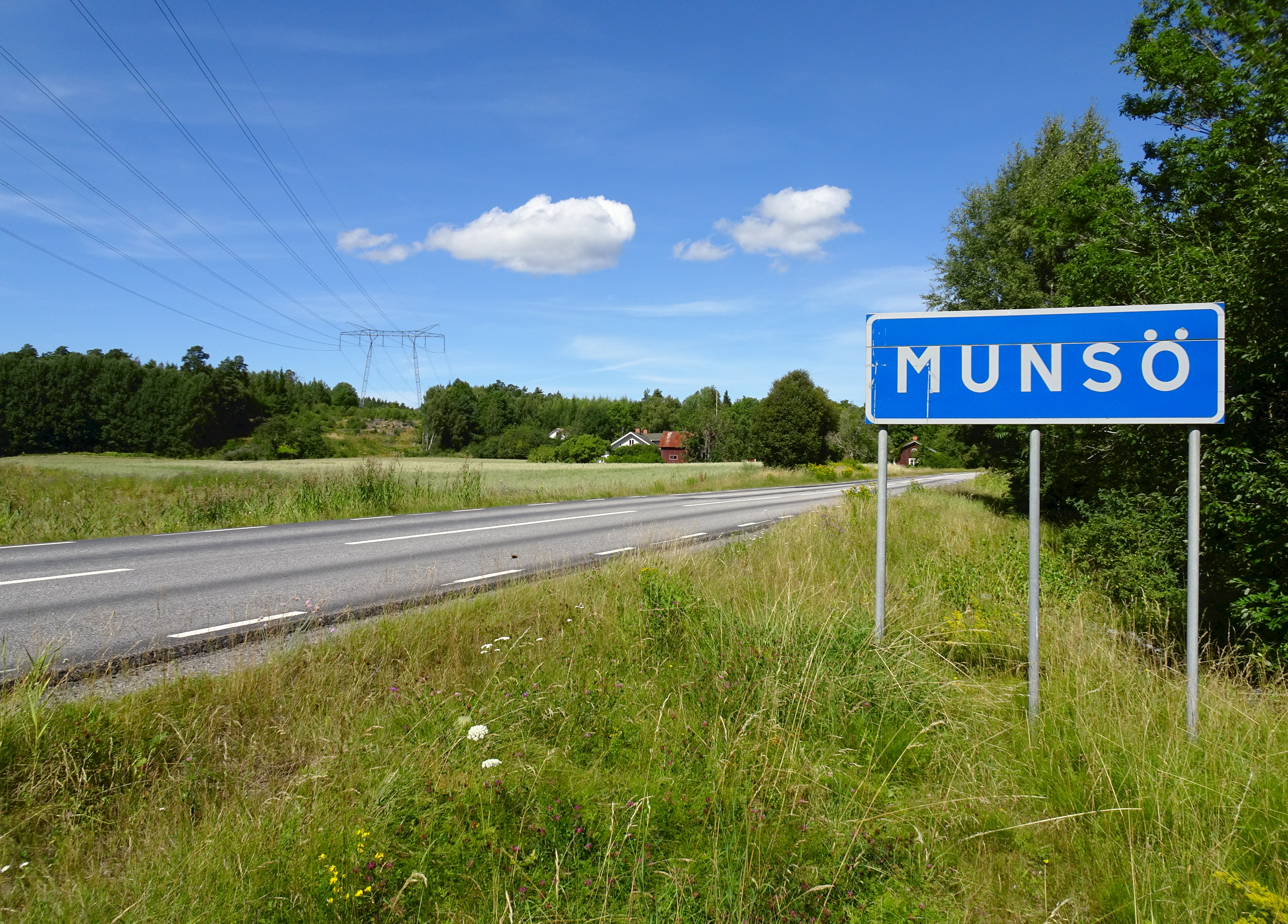
Vägskylt "Munsö" vid Länsväg AB 816.

Munsön är en halvö, tidigare ö, i Mälaren mellan Långtarmen i öster och Hovgårdsfjärden i väster. Den ligger i Munsö socken i  Ekerö kommun. Huvudorten på ön är Munsö.

## Beskrivning

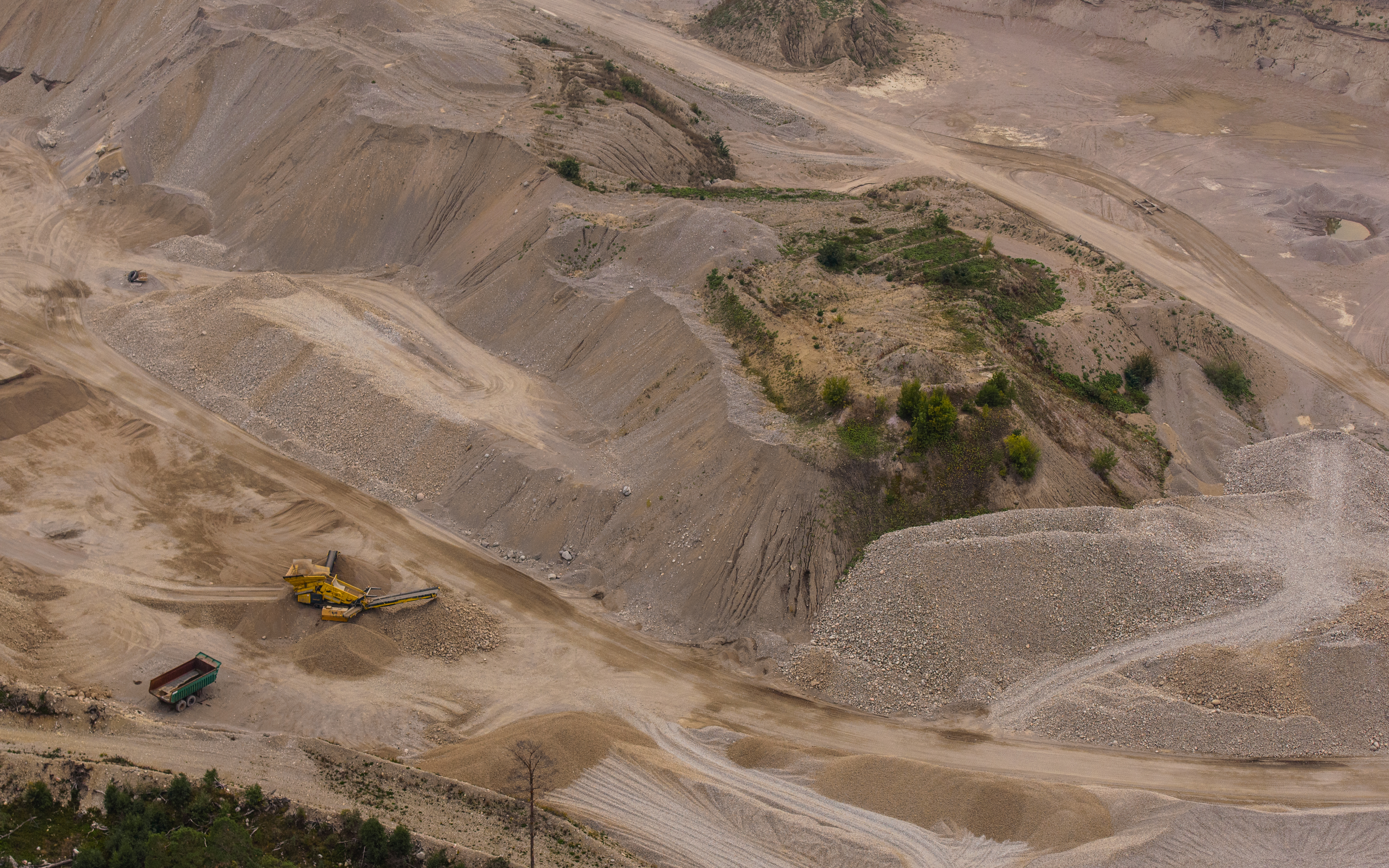
Grustäkten "Löten" på norra Munsön.

Munsön, Kärsön och Ekerön är tre öar som genom landhöjningen växt samman till en ö. Vid Kersösund kunde man så sent som på 1920-talet ro mellan Kärsön och Munsön. Landhöjningen i trakten kring Mälaren är cirka 5-6 meter på tusen år. Mitt på Munsön, strax öster om tätorten Söderby ligger den numera nästan igenväxta insjön Snorran med rikt fågelliv.
Längs den östra stranden sträcker sig Uppsalaåsen, där stora mängder grus brutits, framför allt vid Husby och Löten. Här ligger grustäkten Löten där Jehander hämtar grus sedan 1919. Det är det största i sitt slag i Stockholms län, med ett uttag av cirka 500 000 ton grus årligen. En del av täkten är vattenfylld. Den nordligaste kallas numera Laxsjön och är en bad- och fiskesjö. Nära Husby finns Blå lagunen, ytterligare en badsjö. Längst i norr ligger ön Malmhuvud där man kan studera äldre, numera nedlagda grustag.
På Munsön fanns tidigare en stor gård (nuvarande Bona gård) som tillhörde ärkebiskopsbordet redan 1185, då den första gången omnämns (Munseo) i historiska källor. Den kallades "huvudgård" och under den lydde en mängd andra gårdar och torp i Munsö, Färentuna, Bro, Låssa, Adelsö och Taxinge socknar.
Fram till och med 1950-talet odlades mycket frukt och andra trädgårdsprodukter på Munsön. I dag präglas jordbruket av några få större gårdar med spannmålsodling. Hästhållning har också blivit en viktig näringsgren. Bland de viktigare gårdarna kan nämnas Österås gård, Sättra, Bona-Wäsby, Eknäs gård och Norrby gård.
Från färjeläget Sjöängen på Munsö går Adelsöleden med linfärjan Tora till Lilla Stenby på Adelsön. Längs med östra sidan av Munsön sträcker sig den norra delen av den 35 kilometer långa vandringsleden Ekerö-Munsöleden.

## Naturreservat på Munsön
- Bonaviks naturreservat
- Husby naturreservat
- Väsby hage naturreservat

## Bilder

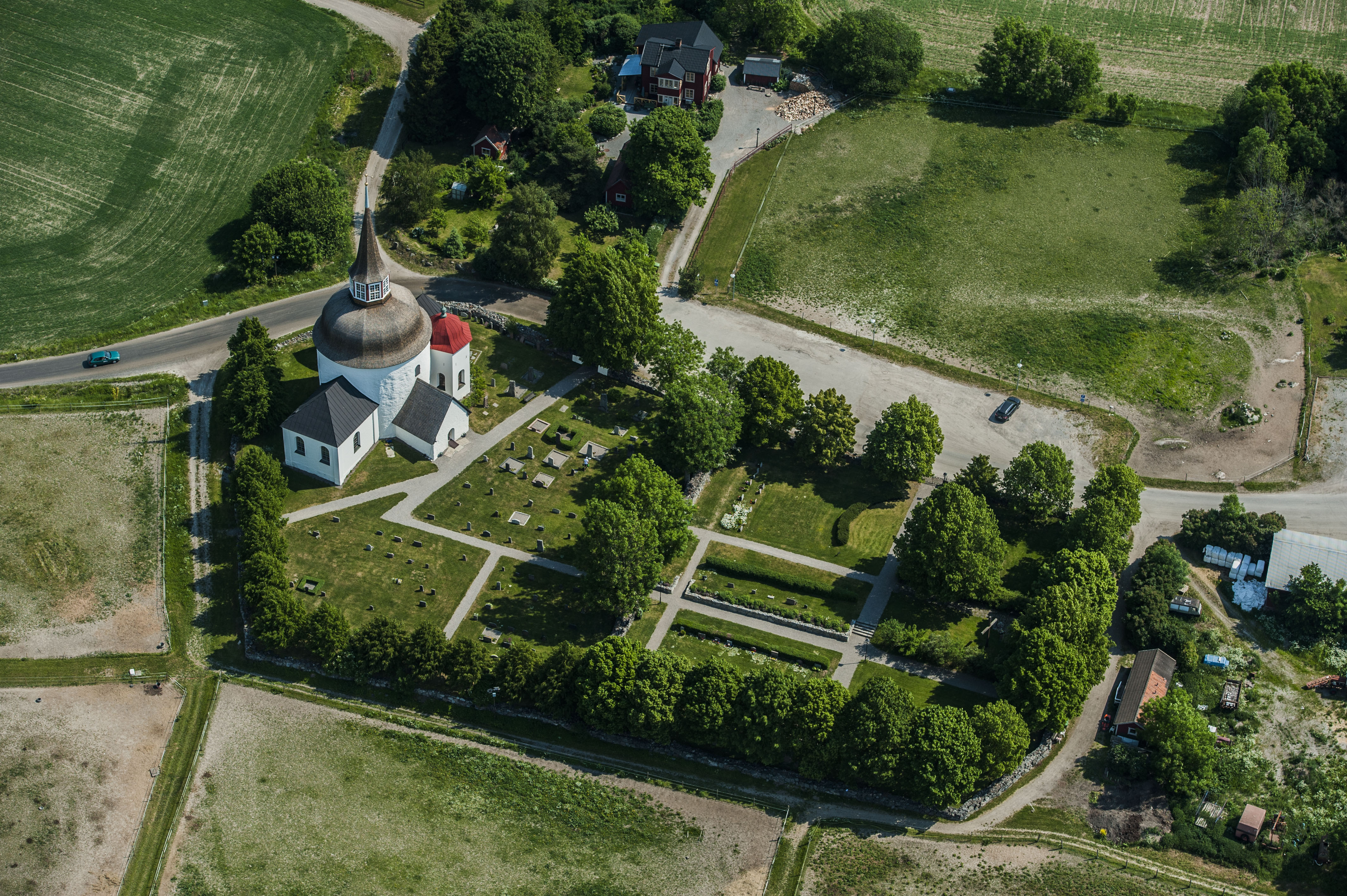
Munsö kyrka från luften.
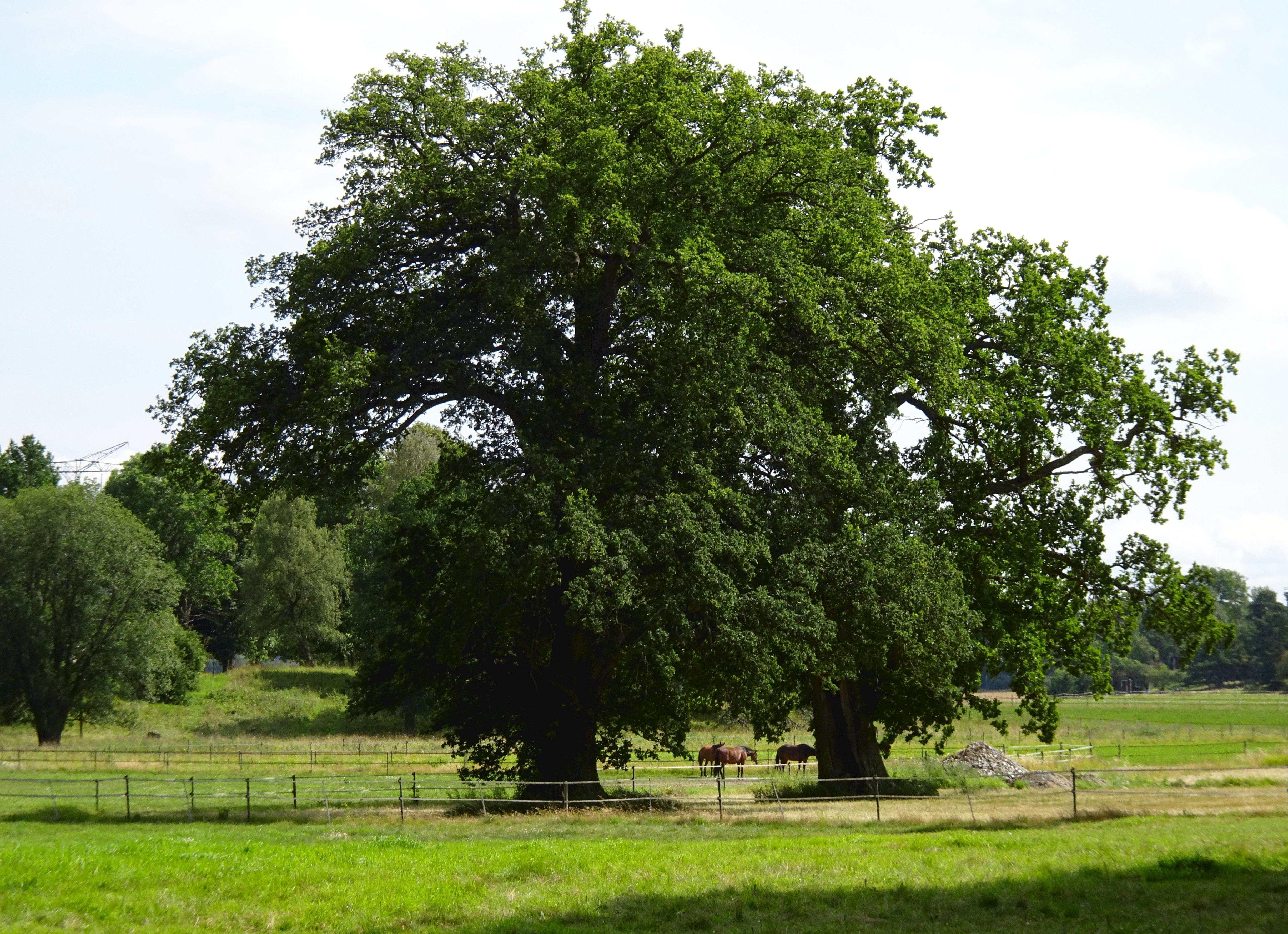
Kulturlandskapet på norra Munsön
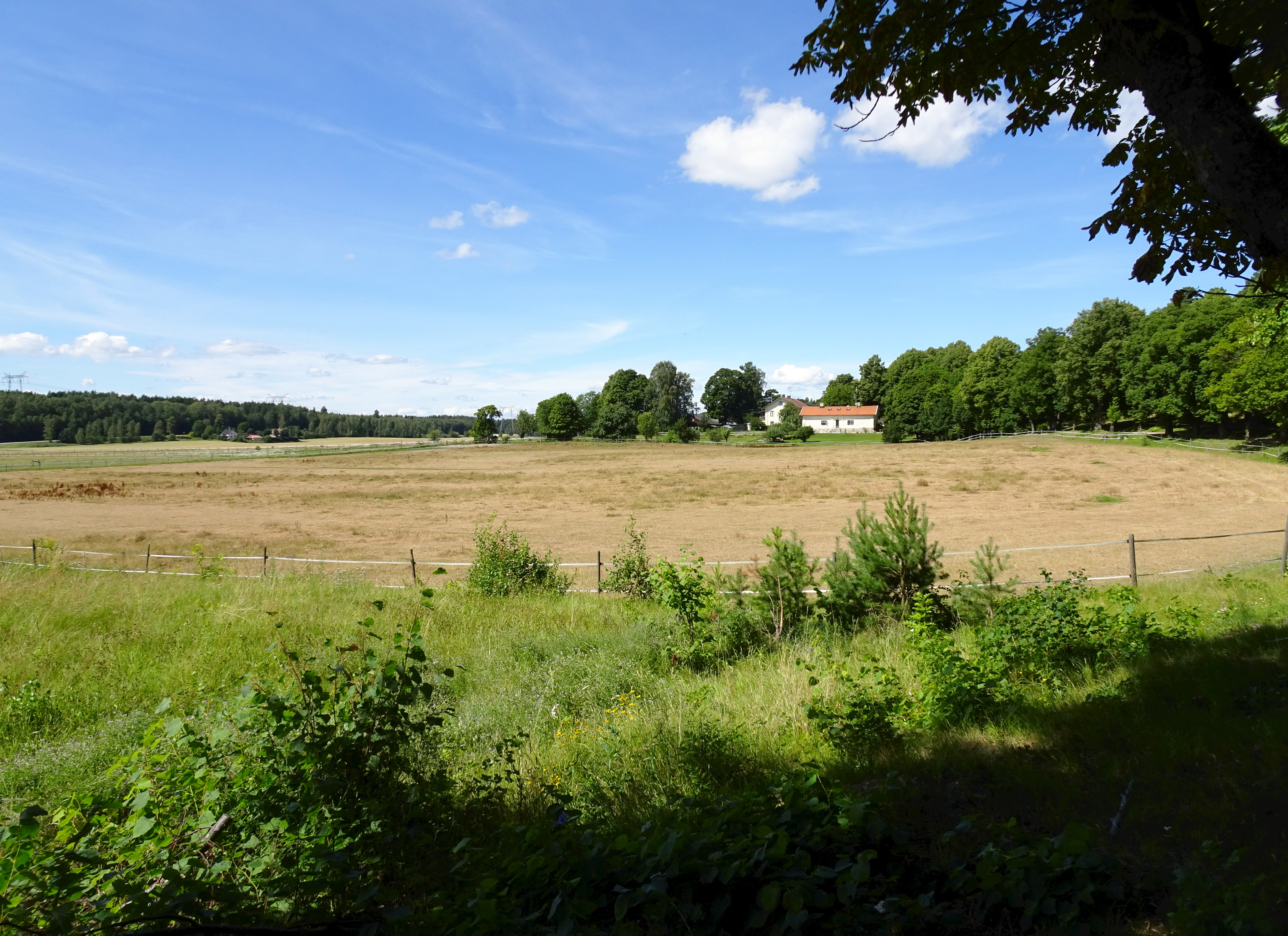
Landskapet vid Husby gård
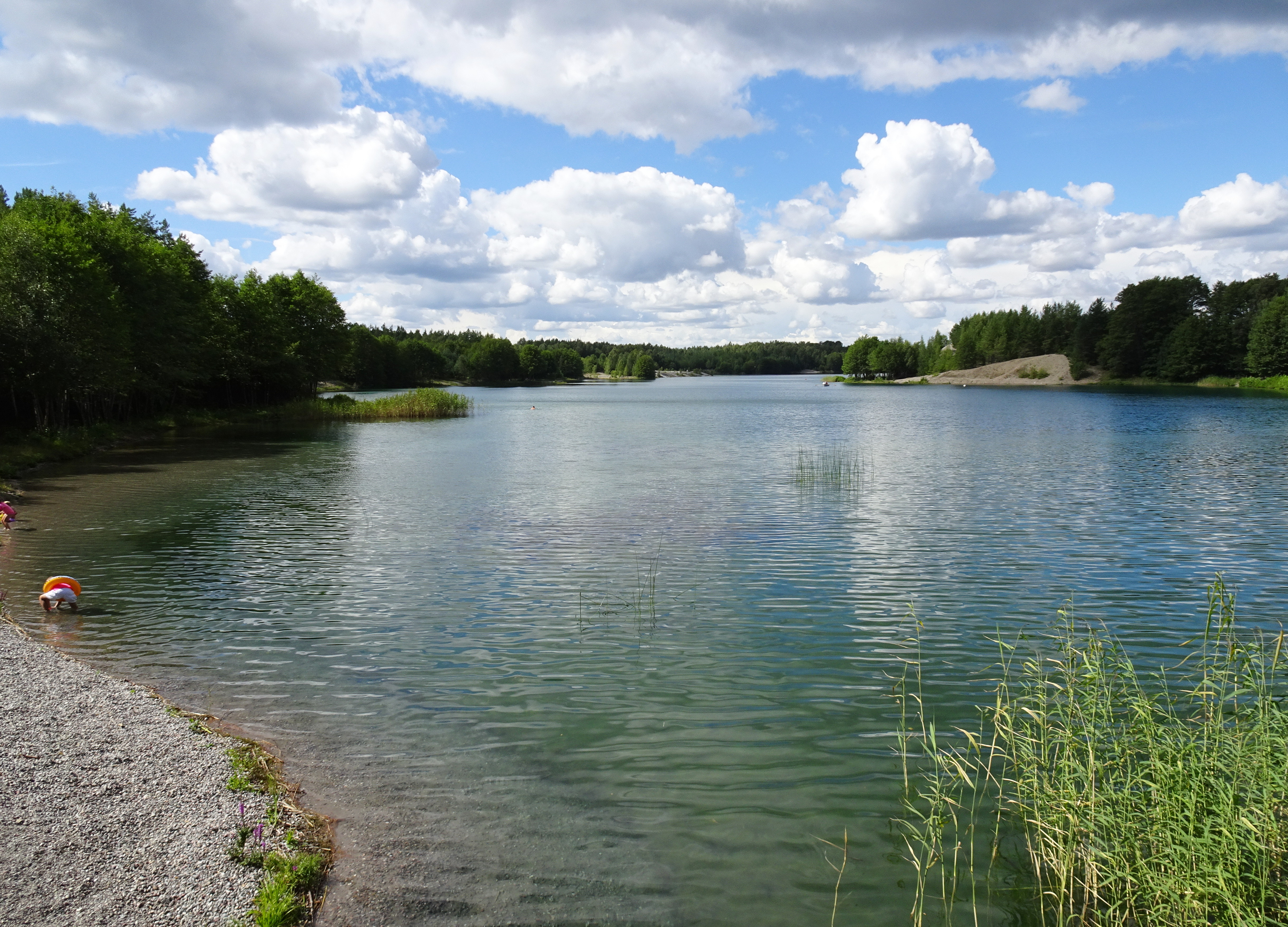
Laxsjön
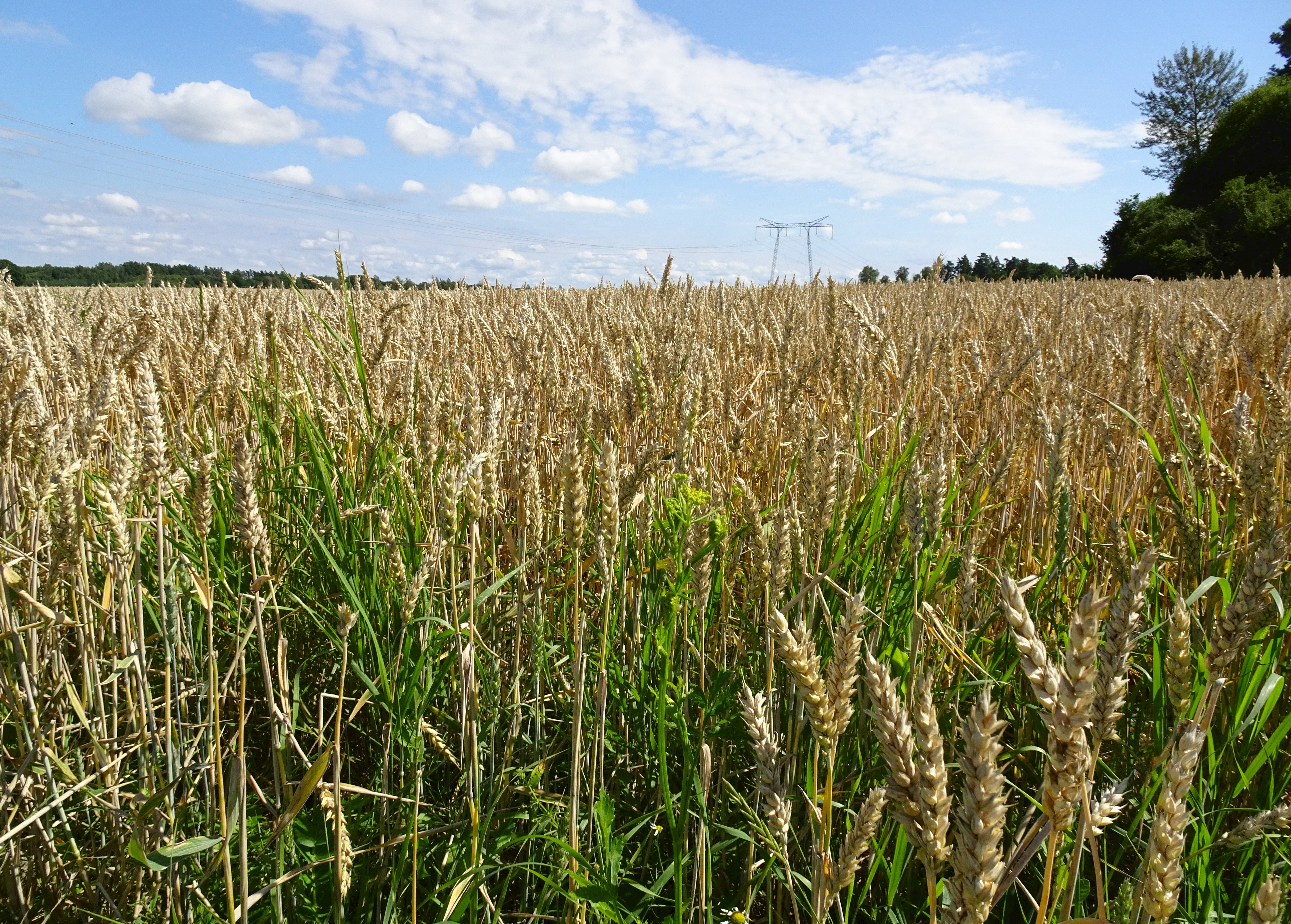
Odlingslandskapet på Munsön

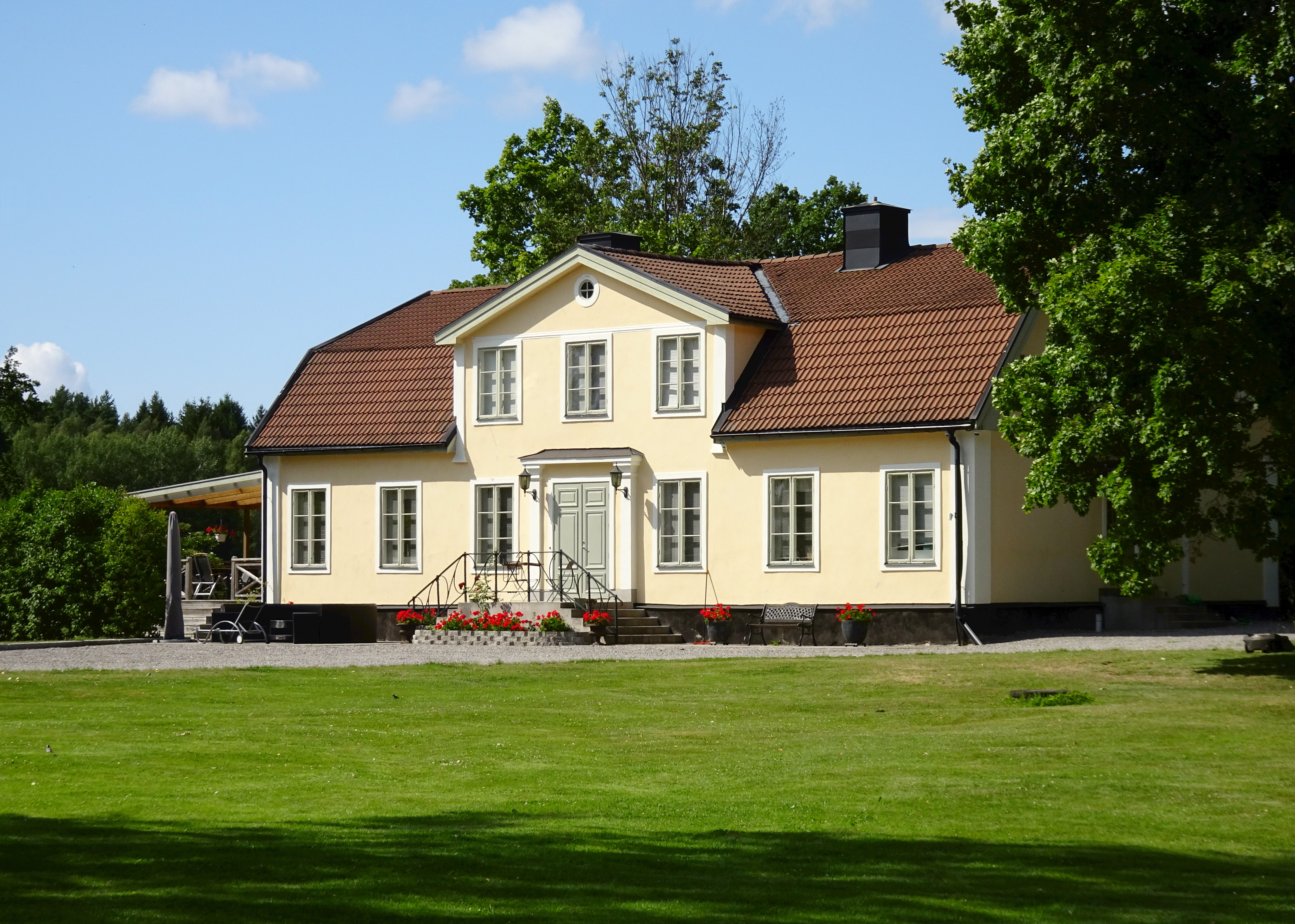
Eknäs gård
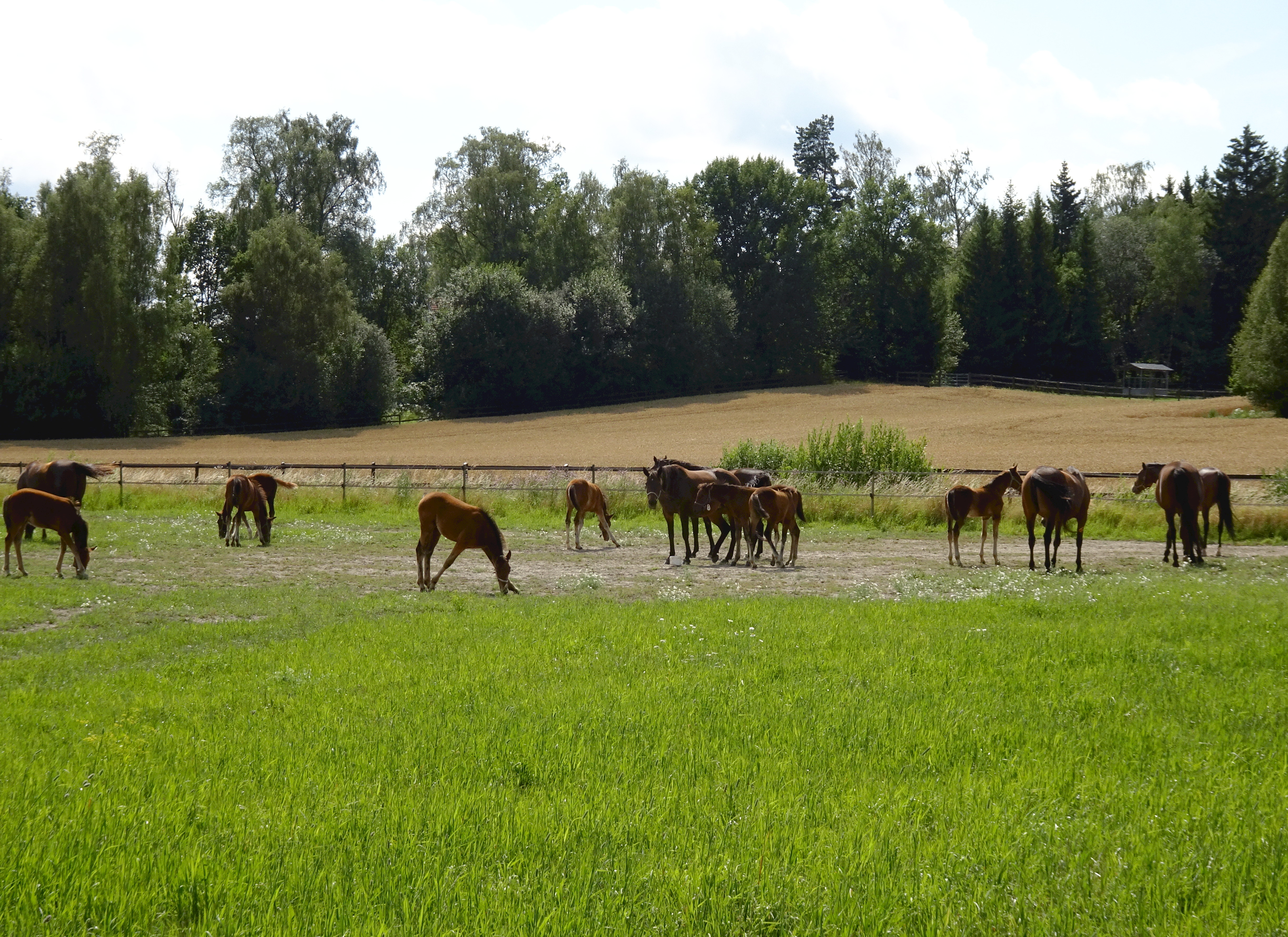
Hästhållning vid Eknäs gård
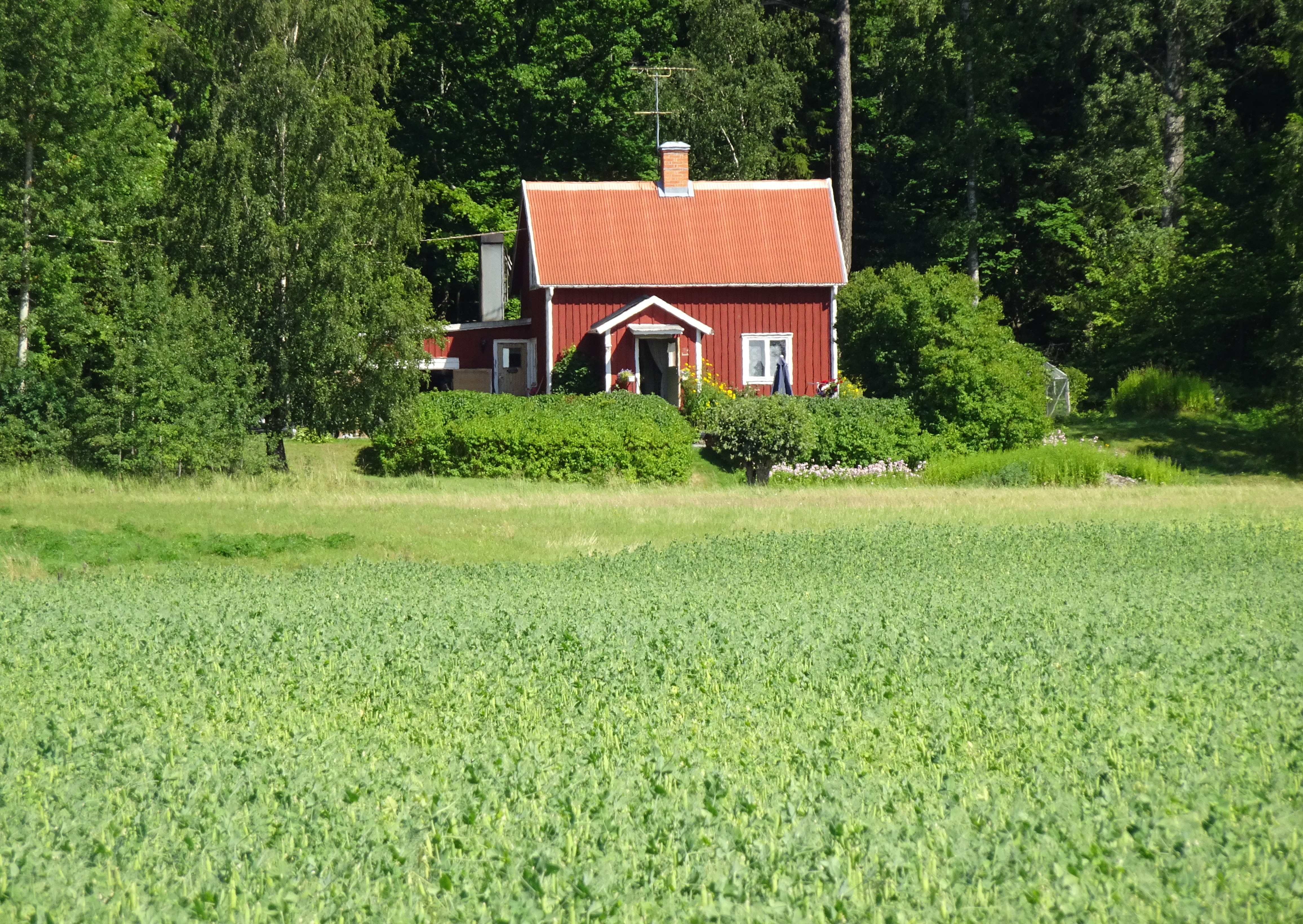
Torpet Löten
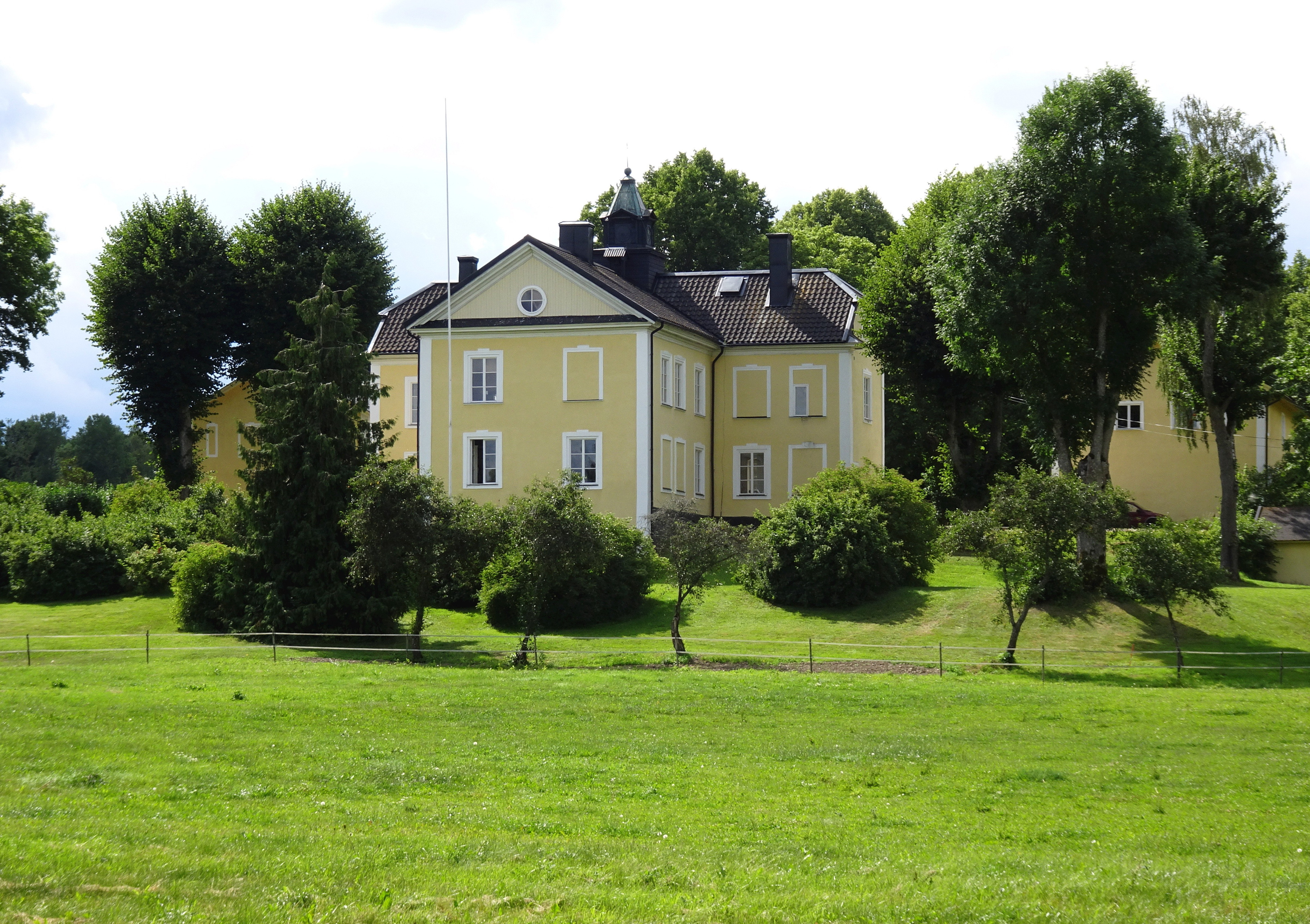
Norrby gård